# Архиепархия Морелии
Архиепархия Морелии (лат. Archidioecesis Moreliensis) — архиепархия Римско-католической церкви с центром в городе Морелия, Мексика. В митрополию Морелии входят епархии Апатсингана, Сьюдад-Ласаро-Карденаса, Самора и Такамбаро. Кафедральным собором архиепархии Морелии является церковь Преображения Господня.

## История
8 августа 1536 года Римский папа Павел III издал буллу Illius fulciti praesidio, которой учредил епархию Мичоакана. Первоначально она входила в митрополию Севильи, в 1546 году епархия Мичоакана вошла в митрополию Мехико.  
Первая кафедра епископа находилась в городе Цинцунцан. В 1554 году епископ перевёл кафедру в Пацкуаро, а затем (в 1580 году) в Вальядолид, который в 1828 году был переименован в Морелию. В Морелии кафедра епископа и находится до сих пор.
В следующие года епархия Мичоакана передала часть своей территории для возведения новых церковных структур:
- 13 июля 1548 года – епархии Гвадалахары (сегодня – Архиепархия Гвадалахары);
- 17 декабря 1777 года – епархии Нового Леона (сегодня – Архиепархия Монтеррея);
- 31 августа 1854 года – епархии Сан-Луис-Потоси (сегодня – Архиепархия Сан-Луис-Потоси).

Современный собор Святейшего Спасителя был построен в 1660 году по инициативе десятого епископа епархии Мичоакана Маркоса Рамиреса де Прадо-и-Овандо. 
26 января 1863 года епархия Мичоакана передала часть своей территории для возведения новых епархий Леона (сегодня – Архиепархия Леона), Керетаро и Самора.  В этот же день епархия Мичоакана была возведена в ранг архиепархии. 16 марта 1863 года архиепархия Мичоакана передала часть своей территории новой епархии Чилапы (сегодня – Епархия Чильпансинго-Чилапы). 
В 1897 году состоялся первый епархиальный Синод. 
26 июля 1913 года архиепархия Мичоакана передала часть своей территории для возведения новой епархии Такамбаро.
22 ноября 1924 года архиепархия Мичоакана была переименована в архиепархию Морелии. 
13 ноября 1973 года и 3 января 2004 года архиепархия Морелии передала часть своей территории для возведения новых епархий Селаи и Ирапуато.

## Ординарии архиепархии
- епископ Васко де Кирога (1536 – 1565);
- епископ Antonio Ruíz de Morales y Molina (1566 – 1572);
- епископ Juan de Medina Rincón y de la Vega (1574 – 1588);
- епископ Alfonso Guerra (1592 – 1596);
- епископ Domingo de Ulloa (1598 – 1601);
- епископ Andrés de Ubilla (1603 – 1603);
- епископ Juan Fernández de Rosillo (1603 – 1606);
- епископ Baltazar de Covarrubias y Múñoz (1608 – 1622);
- епископ Alonso Orozco Enriquez de Armendáriz Castellanos y Toledo (1624 – 1628);
- епископ Francisco de Rivera y Pareja (1629 – 1637);
- епископ Marcos Ramírez de Prado y Ovando (1639 – 1666);
- епископ Пайо Энрикес де Рибера (1668 – 1681);
- епископ Francisco Antonio Sarmiento y Luna (1668 – 1674);
- епископ Francisco Verdín y Molina (1673 – 1675);
- епископ Francisco de Aguiar y Seijas y Ulloa (1677 – 1680);
- епископ Antonio de Monroy (1680 - ?);
- епископ Juan de Ortega Cano Montañez y Patiño (1682 – 1699);
- епископ García Felipe de Legazpi y Velasco Altamirano y Albornoz (1700 – 1704);
- епископ Manuel de Escalante Colombres y Mendoza (1704 – 1708);
- епископ Felipe Ignacio Trujillo y Guerrero (1713 – 1721);
- епископ Francisco de la Cuesta (1723 – 1724);
- епископ Juan José de Escalona y Calatayud (1728 – 1737);
- епископ José Félix Valverde (1738 – 1741);
- епископ Francisco Pablo Matos Coronado (1741 – 1744);
- епископ Martín de Elizacoechea (1745 – 1756);
- епископ Pedro Anselmo Sánchez de Tagle (1757 – 1772);
- епископ Luis Fernando de Hoyos y Mier (1773 – 1776);
- епископ Juan Ignacio de la Rocha (1777 – 1782);
- епископ Francisco Antonio de San Miguel Iglesia Cajiga (1783 – 1804);
- епископ Marcos de Moriana y Zafrilla (1805 – 1809);
- епископ Manuel Abad y Queipo (1811 - ?);
- епископ Juan Cayetano José María Gómez de Portugal y Solis (1831 – 1850);
- епископ Clemente de Jesús Munguía y Núñez (1850 – 1863);
- архиепископ Clemente de Jesús Munguía y Núñez (1863 – 1868);
- архиепископ José Ignacio Árciga Ruiz de Chávez (1868 – 1900);
- архиепископ Atenógenes Silva y Álvarez Tostado (1900 – 1911);
- архиепископ Leopoldo Ruiz y Flóres (1911 – 1924);
- архиепископ Leopoldo Ruiz y Flóres (1924 – 1941);
- архиепископ Luis María Altamirano y Bulnes (1941 – 1970);
- архиепископ Manuel Martín del Campo Padilla (1970 – 1972);
- архиепископ Estanislao Alcaraz y Figueroa (1972 – 1995);
- кардинал Альберто Суарес Инда (1995 — 2016);
- архиепископ Карлос Гарфиас Мерлос (2016 — по настоящее время).

## Источник
- Annuario Pontificio, Libreria Editrice Vaticana, Città del Vaticano, 2003, ISBN 88-209-7422-3